# رزالون
رزالون (به انگلیسی: Resolven) یک منطقهٔ مسکونی در بریتانیا است که در نیث پورت تالبوت واقع شده‌است. رزالون ۲٬۳۱۶ نفر جمعیت دارد.